# غراهام هيرست
غراهام هيرست (بالإنجليزية: Graham Hurst)‏ (23 نوفمبر 1967 في المملكة المتحدة - ) هو لاعب كرة قدم بريطاني في مركز الوسط. لعب مع نادي روتشديل وMossley A.F.C. ‏ وOldham Borough F.C. ‏.